# Puntius compressiformis
Puntius compressiformis är en fiskart som först beskrevs av Cockerell, 1913.  Puntius compressiformis ingår i släktet Puntius och familjen karpfiskar. IUCN kategoriserar arten globalt som akut hotad. Inga underarter finns listade i Catalogue of Life.